# Shake It Off (canção de Mariah Carey)
"Shake It Off" é uma canção gravada pela cantora e compositora estadunidense Mariah Carey, contida em seu décimo álbum de estúdio, The Emancipation of Mimi. Foi enviada às rádios americanas como o terceiro single do disco em 12 de julho de 2005, sendo substituída por "Get Your Number" em alguns países e lançada em conjunto com a mesma em outros. Escrita e produzida pela própria Carey em colaboração com Jermaine Dupri, Bryan-Michael Cox e Johntá Austin, deriva do R&B e faz uso do pop e do hip-hop na construção de sua melodia. Possui como temática lírica a história de Carey e sua necessidade de fugir de um namorado infiel, que tenta enganá-la através de "joguinhos".
A canção foi recebida com análises positivas da crítica e bom desempenho comercial, sendo elogiado por sua letra "simples porém motivacional", além de ter sido tratada como uma das melhores canções de The Emancipation of Mimi. Foi ainda comparada aos trabalhos do cantor Usher no álbum Confessions (2004). Atingiu o 2º lugar da Billboard Hot 100, sendo impedida de assumir a liderança da parada por "We Belong Together", single anterior do mesmo álbum, o que tornou Carey a primeira artista a ocupar simultaneamente os dois primeiros lugares da lista. Internacionalmente, obteve desempenhos satisfatórios em diversos países, como Austrália, Reino Unido e Nova Zelândia.
O videoclipe da faixa foi dirigido por Jake Nava e mostra a cantora em cenas com diversas trocas de roupa e de cenário, nas quais ela conta a história contida na letra. O enredo gira em torno de Carey deixando a casa na qual  morava com seu ex-namorado, enquanto viaja para longe na companhia de um novo companheiro, interpretado pelo ator Chris Tucker. O material foi ainda indicado a categoria de "Melhor Vídeo R&B" do MTV Video Music Awards de 2005, contudo perdeu para o vídeo de "Check on It", da cantora Beyoncé Knowles.
Diversas apresentações ao vivo foram realizadas para promover o single. Uma das primeiras performances televisionadas ocorreu no Good Morning America, como parte da promoção de The Emancipation of Mimi. Outras apresentações também foram realizadas, como a do MTV Video Music Awards de 2005 e a da edição do mesmo ano do World Music Awards, além da ocorrida no programa televisivo britânico Top of the Pops. Várias referências do vídeo (como o Lamborghini Murciélago e a placa com o nome MIMI) foram utilizadas nas interpretações ao vivo, incluindo as ocorridas durante a The Adventures of Mimi Tour, turnê na qual a faixa foi adicionada a setlist e a apresentação foi descrita como a "mais enérgica" dos concertos. A canção foi também adicionada a lista de faixas apresentadas da Angels Advocate Tour (2009).

## Antecedentes e lançamento
Em 2001, Carey enfrentou uma grande instabilidade em sua vida pessoal e profissional. Pouco antes do lançamento do longa Glitter e de sua trilha sonora de mesmo nome, a cantora foi forçada a dar uma pausa em sua carreira por conta de um colapso nervoso, ocasionado pelo excesso de trabalho. Logo após o ocorrido, o contrato de cerca de US$ 80 milhões de dólares assinado pela artista com a Virgin Records foi rompido pelo próprio selo, que decidiu pagar a ela um total aproximado de US$ 28 milhões pela quebra contratual. No intuito de recuperar sua saúde e trazer de volta o prestígio que havia conquistado em sua carreira na década de 90, Carey decidiu viajar para um local mais isolado e dar início aos trabalhos de seu nono álbum, Charmbracelet, cujo estilo predominante era o mesmo de seus primeiros lançamentos: O R&B, misturado a algumas características pop. A tentativa foi inválida, uma vez que o disco amargou críticas que variaram entre mistas e negativas e obteve vendas abaixo do esperado (apenas 5 milhões de unidades foram distribuídas por todo o planeta). Cerca de dois anos depois a artista resolveu trabalhar em novo álbum, o décimo de sua carreira.
The Emancipation of Mimi chegou às lojas em 12 de abril de 2005 precedido pelo single "It's Like That", que atingiu o 16º lugar da Billboard Hot 100 (um dos melhores desempenhos de Carey na parada desde sua "queda"). "It's Like That" foi então sucedido por "We Belong Together", que permaneceu no topo do Hot 100 estadunidense durante 14 edições, um dos maiores períodos de permanência no topo registrado até então, perdendo apenas para "One Sweet Day", canção também interpretada pela artista que contou com a colaboração do grupo Boyz II Men. Em meio ao grande êxito comercial de "We Belong Together", a cantora e sua gravadora decidiram liberar "Shake It Off" como o terceiro compacto do álbum nos Estados Unidos, enviando-o às rádios do país no dia 12 de julho de 2005. Em alguns países a terceira faixa escolhida para promover The Emancipation of Mimi foi "Get Your Number", enquanto em outros (como o Reino Unido) as duas canções foram lançadas como um único single.

## Desenvolvimento e gravação
Em novembro de 2004, Carey já havia gravado várias canções para seu décimo álbum de estúdio, The Emancipation of Mimi. L.A. Reid chefe da Island Records sugeriu que ela compusesse alguns singles de maior potência no intuito de garantir o sucesso comercial do disco. Ao notar que alguns dos seus melhores trabalhos gravados pela artista haviam sido escritos em parceria com Jermaine Dupri, Reid recomendou que os dois participassem de uma pequena sessão de estúdio. Carey seguiu o conselho do produtor e viajou até Atlanta para trabalhar com o compositor. Durante um período de dois dias, a dupla escreveu e produziu "Shake It Off" e "Get Your Number", que acabaram por ser lançadas como terceiro e quarto singles do The Emancipation of Mimi, respectivamente. Logo após esta sessão de gravação, "Shake It Off" foi brevemente cogitada como um possível single de estreia do disco, substituindo as concorrentes "Stay the Night" e "Say Somethin'".
Tempos depois, Carey retornou a Atlanta para mais uma sessão de estúdio com Dupri, na qual mais duas canções foram escritas: "We Belong Together" e "It's Like That". Foi então que ela e sua equipe decidiram lançar "It's Like That" (que Carey definiu como uma "partida inicial") como o primeiro compacto do projeto. Em entrevista, a artista comentou sobre sua experiência de trabalho com Dupri: "Fico tão feliz por ter ido até Atlanta. E preciso dizer que nós escrevemos algumas das minhas músicas favoritas desse álbum. Fiquei tão orgulhosa do Jermaine - ele é tão focado. Sabia exatamente o que tinha de ser feito". Em uma outra entrevista concedida pela cantora, foi declarado o seguinte: "O álbum não foi feito para deixar os executivos mais velhos felizes por verem um 'retorno', baladas de sentimentalismo exagerado ou [algo] ligado aos dramas midiáticos que vivi. Na verdade, o que eu tentei fazer aqui foram fases mais esparsas, em termos de produção, como nas músicas soul da década de 70..."

## Composição
"Shake It Off" é uma canção de R&B e pop com uma forte batida de hip-hop na construção de sua melodia. Composta e produzida por Carey, Jermaine Dupri, Bryan-Michael Cox e Johnta Austin, a música foi comparada com trabalhos do álbum de Usher, Confessions (2004). De acordo com a partitura publicada pela Universal Music Publishing Group na página da Musicnotes, Inc, a canção possui um metrônomo de 66 batimentos por minuto e é composta na chave de ré maior com alcance vocal de Carey abrangendo desde a nota mais baixa lá menor para a nota mais alta do sol maior. A canção segue a progressão de acordes si, lá e sol. Os versos e refrões permanecem em estreita extensão vocal, segundo Jon Pareles do The New York Times, Carey "solta algumas de suas antigas e altíssimas notas que florescem próximo ao fim da canção." De acordo com a revista Rolling Stone, Dupri deixa sua marca nas melhores faixas do álbum, incluindo "Shake It Off", com produção e batidas descritas como "sincopado" e "saltitante". Liricamente a canção apresenta o protagonista a confrontar seu amante infiel e terminar o relacionamento com ele por meio de uma secretária eletrônica. Ela continua a embalar seus pertences mais valiosos para seguir em frente com sua vida. Vários críticos destacaram a letra da música e afirmaram que este é o melhor ângulo para ela, ainda descreveram-a como um "hino de uma mulher forte". Embora apresenta uma mensagem de força feminina, a letra da canção foi descrita como "pateta" e "divertida" por Larry Katz do Boston Herald. Carey canta: "Assim como o comercial Calgon / Eu realmente tenho que sair daqui", referindo-se ao seu amante que ela está deixando-o e fazendo uma referência "inteligente" para um comercial. Na música é repetido várias vezes o verso: "Eu tenho que agitar isto". Ela então canta: "Com o tempo você receber esta mensagem / Vai ser muito tarde / Porque eu vou estar no meu caminho", estabelecendo que o relacionamento definitivamente acabou, e que ele não deveria sequer tentar consertar a situação. Ela também faz referência a sua infidelidade: "Com este e aquele / Na piscina, na praia, nas ruas."

### Versão remix
"Shake It Off" recebeu uma versão misturada em que Carey caracterizava um artista de hip-hop, tendo feito isso várias vezes no passado. A cantora começou a misturar o estilo hip hop com a música pop como fez em seu single "Fantasy" (1995), que contou com versos de rap cantados por Ol' Dirty Bastard (O.D.B). A canção foi uma das primeiras músicas dela [Carey] que começaram  a infusão do "dueto amor bandido". Kelefa Sanneh do New York Times escreveu sobre esse feito: "hoje em dia muitas estrelas da música pop seguiram esse método de colaboração com rappers, mas quando a Sra. Carey fez a parceria com Ol' Dirty Bastard para o remix "de Fantasy" foi uma surpresa, e um sucesso." Originalmente destinada a ser apresentada apenas com Jay-Z, porém a mistura também contou com presença de Young Jeezy, que considerou a aparição como "de mais alto perfil até a data". De acordo com Jayanathi Daniel, escritor de The New York Sun, misturas realizadas das canções "Shake Se Off" e "It's Like That" ajudaram a consolidar a sua impressão sobre a cena musical durante o lançamento do The Emancipation of Mimi, escrevendo que "os vários mix tapes, legitimaram ainda mais seu retorno."

## Recepção da crítica

A canção "Shake it Off" foi comparada a trabalhos do álbum Confessions do cantor Usher.

As críticas após o lançamento da faixa foram geralmente positivas. Bill Lamb do About.com avaliou a música com três de cinco estrelas possíveis, elogiando seu conteúdo lírico e produção, e descrevendo-a como "mais do que um pedaço agradável de música pop." Lamb sentiu que havia faixas mais adequados no álbum, e escreveu que seria "improvável tornar-se um dos hits mais memoráveis Mariah Carey. O editor Stephen Thomas Erlewine do Allmusic escolheu "Shake It Off" como uma das melhores opções do álbum. Michael Paoletta escrevendo para a Billboard elogiou a letra da canção, sua produção e os vocais da cantora. Ele concluiu sua revisão com a sua garantia de que a música seria um "sucesso". Alguns críticos compararam fortemente a canção ao trabalho de Usher contido em seu álbum Confessions (2004). Sal Cinquemani da Slant Magazine escreveu: "Significativamente as músicas que não funcionam são aquelas em que Mariah excessivamente morde sobre os estilos de seus sucessores: Usher através de Dupri em 'Shake It Off'."
Lawrence Ferber do Windy City Times descreveu a canção como uma "excelente" faixa do álbum. Quando discutia a faixa com Ferber, Carey descreveu a canção como sua favorita do The Emancipation of Mimi: "Ela [Shake It Off] pode ser aplicada a qualquer coisa. Qualquer que seja o drama pessoal que passamos, [...] você perde a ansiedade ou a intensidade do momento. Eu vou ouvir essa música quando eu tiver acabado de sair de uma reunião chata. Eu tenho que agitar isso." Todd Burns da Stylus Magazine a descreveu como "sensual", enquanto um escritor da Fort Worth Star-Telegram chamou-a de "liricamente crua" e "gueto". Chris Gaerig do  Michigan Daily criticou os "vocais arejados" da cantora e escreveu: "Carey parece um menina de 13 anos de idade, passando pela puberdade, cantando canções de amor para uma escola primária."

## Videoclipe

### Antecedentes e lançamento
O videoclipe de "Shake It Off" inicialmente seria dirigido por Brett Ratner, que já havia trabalhado com Carey em "It's Like That" e "We Belong Together". No entanto, Jake Nava foi o escolhido para dirigir o projeto, uma vez que Ratner ainda tinha obrigações relacionadas a um de seus filmes para cumprir. As filmagens ocorreram no fim de junho de 2005, paralelas as gravações do videoclipe de "Get Your Number". Ao descrever o conceito da obra durante uma entrevista concedida a MTV News, Carey declarou: "No momento, tenho apenas a base. Estamos trabalhando com uns conceitos bem legais". Ao ser questionada sobre alguns detalhes do enredo, ela afirmou tratar-se de algo "bastante técnico". "Trata-se de uma abordagem nova, que tenho que deixar para que o diretor explique. É uma nova área". Em uma outra entrevista, ela também revelou que durante uma cena na qual teve que usar um salto-alto ela foi carregada por sua equipe através do set de gravação. Quando Nava sugeriu que ela calçasse um par de chinelos mais baixos entre uma tomada e outra, a cantora respondeu brincando: "Meus pés rejeitam esses desconhecidos". Ao relembrar o momento, ela afirmou que seus pés estavam "em sofrimento" e que o salto deixou-os sangrando. Ela completou: "Pode rir o quanto quiser, meus pés doíam de verdade". O lançamento do projeto foi feito cerca de um mês depois, no dia 27 de julho, através do canal televisivo BET.

### Sinopse

Cena do videoclipe na qual Carey é vista ao lado de seu novo namorado (Chris Tucker) em um Lamborghini Murcielago. Ao fundo, vê-se uma versão do letreiro de Hollywood na qual está escrita a palavra "Hollyhood".

O video contém um grande número de trocas de figurino ao longo de sua duração e mostra Carey deixando seu antigo companheiro, tudo isso em meio a um luxuoso cenário. A primeira cena foca em uma televisão que exibe o nome 'MIMI' em sua tela, que logo em seguida muda de imagem e passa a mostrar Dupri cantando o verso inicial da faixa. Quando o aparelho desaparece, é possível ver Carey imersa em uma banheira repleta de água e pétalas de rosa. A cena é substituída por uma outra, na qual a cantora está sentada em cima da mesa de jantar de sua mansão ligando para seu namorado para avisá-lo que está indo embora. Pela primeira vez no vídeo, o companheiro de Carey é mostrado, em um pequena cena na qual recebe o recado da cantora e dá uma tragada em um charuto, cuja fumaça expelida forma a cena na qual ela é vista pegando suas malas e indo embora de casa, enquanto diz o verso: "So I packed up my Louis Vuitton, jumped in your ride and took off".
Enquanto deixa o local, ela se dirige a "Emancipation Street" (em português: "Rua da Emancipação"), localizado em um gueto fictício no qual é possível ver lojas completamente feitas à mão. Enquanto caminha pelo local, Carey passa na frente de lojas chamadas "So So Fetch" e "Pink Yet Lavender", até cruzar com Dupri em uma esquina e encostar-se em uma parede. Enquanto está parada, duas jovens que falam ao telefone começam a dançar a canção, enquanto a câmera sobe e mostra um outdoor que traz uma foto de Carey ao lado da frase "Shake, shake, shake it off". Em seguida, vemos a cena na qual Carey está indo embora com um outro homem, interpretado pelo comediante Chris Tucker, dirigindo um Lamborghini Murcielago. Enquanto dirige, ela liga mais uma vez para o ex-namorado para deixar uma mensagem. Ele é visto em uma piscina num local próximo a praia, acompanhado de algumas mulheres. A cena do carro volta a ser mostrada, e desta vez vemos Carey dizendo "Hold on" (em português: "Segure-se") ao passageiro, enquanto os faróis do Lamborghini sobem e iluminam toda a tela. Na cena seguinte, Carey está em uma arquibancada dançando e cantando, enquanto atrás dela Da Brat (que faz uma participação especial no vídeo) aparece discutindo com um homem. Logo em seguida, Carey escreve o nome 'MIMI' no banco com um batom, e a palavra se converte na imagem de um enorme letreiro luminoso com o mesmo nome escrito. Carey então reaparece e caminha até um microfone localizado de frente ao letreiro, para cantar os últimos versos. A cena final mostra a cantora em uma praia despindo um robe preto, enquanto uma sombra cobre seu corpo nu.

## Apresentações ao vivo

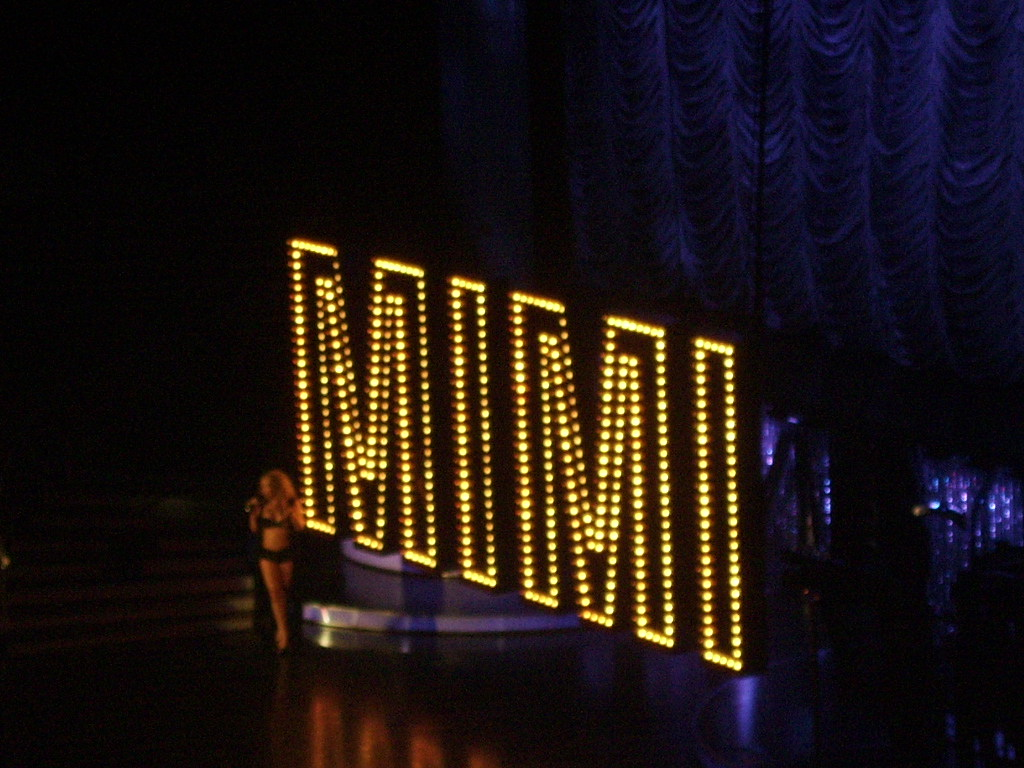
Carey em um dos concertos da The Adventures of Mimi Tour, interpretando "Shake It Off". Durante a apresentação da faixa, a cantora caminha pelo palco enquanto o letreiro luminoso gigante com a palavra 'MIMI' desce do teto.

Logo após o lançamento de "It's Like That" como single, Carey embarcou em algumas turnês promocionais que percorreram os Estados Unidos, a Europa e a Ásia, no intuito de promover The Emancipation of Mimi e suas canções de trabalho. No Reino Unido, a cantora gravou uma participação de duas partes no programa televisivo Top of the Pops, na qual cantou as faixas "It's Like That", "We Belong Together" e "Shake It Off". Logo em seguida, ela retornou aos Estados Unidos para uma série de participações em programas de TV, entre eles o Good Morning America. Durante sua participação no show matinal, Carey concedeu uma entrevista e realizou um concerto dividido em cinco blocos na Times Square, principal avenida de Nova York. Na apresentação, foram interpretadas as faixas "It's Like That", "We Belong Together", "Shake It Off", "Fly Like a Bird" e "Make It Happen". Em agosto do mesmo ano, foi anunciado pelo USA Today que a cantora faria parte do time de apresentadores do MTV Video Music Awards de 2005. Durante a premiação, que ocorreu no dia 28 do mesmo mês, a cantora fez mais uma apresentação ao vivo de "Shake It Off", acompanhada pela primeira performance ao vivo da versão remix de "We Belong Together".
Durante a 17ª edição do World Music Awards, Carey apresentou o single ao vivo novamente, contando com a participação de Dupri (assim como durante a performance no VMA). Durante a atuação, a cantora fez algumas referências ao videoclipe da canção, como no momento em que surgiu ao lado de um Lamborghini Murciélago ou quando o letreiro luminoso com a palavra 'MIMI' apareceu no início do número musical. Na semana seguinte, a artista fez uma nova aparição no Top of the Pops, na qual interpretou "Shake It Off" novamente, desta vez junto com uma apresentação da faixa "Get Your Number". Em outras duas ocasiões, a faixa foi novamente cantada ao vivo. A primeira delas aconteceu durante uma partida de futebol entre os Detroit Lions e os Atlanta Falcons, que foi realizada em comemoração ao feriado de Ação de Graças e na qual o single "Don't Forget About Us". A segunda foi durante o especial televisivo Dick Clark's New Year's Rockin' Eve With Ryan Seacrest, transmitido ao vivo durante a comemoração da véspera de Ano Novo feita na Times Square anualmente. Durante o especial, Carey apresentou uma seleção com os singles de The Emancipation of Mimi lançados até então.
"Shake It Off" também esteve presente na setlist das turnês The Adventures of Mimi Tour (2006) e Angels Advocate Tour (2009-10), nas quais a faixa foi inserida ao primeiro ato dos concertos. Na The Adventures of Mimi Tour, o letreiro luminoso com o nome 'MIMI' foi mais uma vez utilizado como parte do cenário, sendo inserido ao palco durante apenas em sua atuação da canção, quando ele desce do teto e Carey anda a sua volta.

## Desempenho comercial
Nos Estados Unidos, "Shake It Off" fez sua estreia na 66ª posição da Billboard Hot 100. Sete semanas depois, a faixa atingiu o segundo lugar da parada (sua posição de pico), o que rendeu a Carey o feito histórico da primeira artista feminina em canções solo a ocupar as duas posições máximas do Hot 100 estadunidense. Durante seu período de estadia no topo, "Shake It Off" esteve na segunda posição por seis semanas consecutivas, sendo esta uma das mais longas sequências de permanência no posto de número 2. Como consequência desse bom desempenho, o single também obteve destaque nas paradas de música pop, R&B e dance. Na Billboard Pop Songs, atingiu a liderança e manteve-se na mesma por 5 edições ininterruptas. Já na Billboard R&B/Hip-Hop Songs e na Billboard Dance/Club Play Songs, teve como posição máxima as colocações de número 2 e 23, respectivamente. No final de 2005, foi apontada como a décima quinta faixa com melhor desempenho do ano em questão. Em 3 de fevereiro de 2006, foi classificado como disco de ouro pela Recording Industry Association of America (RIAA), indicando vendas superiores a 500 mil unidades em território norte-americano.
"Shake It Off" foi lançado na Austrália e Nova Zelândia como o terceiro single do álbum The Emancipation of Mimi, no final de 2005. No Reino Unido, foi lançado como um duplo A-side junto com "Get Your Number", a terceira faixa lançada para os Estados Unidos, ao mesmo tempo. A faixa obteve bom desempenho em outros países, chegando ao número cinco e seis na parada da Austrália e Nova Zelândia, respectivamente. O compacto foi posteriormente certificado também como disco de ouro na Austrália pela Australian Recording Industry Association (ARIA), denotando vendas maiores que 35 mil unidades. Na UK Singles Chart, a canção estreou no número nove, durante a semana de 15 de outubro de 2005. Caindo para número 10 na semana seguinte, a canção durou um total de oito semanas na parada de singles, antes de desaparecer da parada. Na Irlanda, a canção conseguiu alcançar a posição de número 15 na parada IRMA Singles Chart
| País – Parada musical (2005)                     | Melhor posição |
| ------------------------------------------------ | -------------- |
| Austrália – ARIA Singles Chart                   | 6              |
| Estados Unidos – Billboard Hot 100               | 2              |
| Estados Unidos – Billboard Pop Songs             | 1              |
| Estados Unidos – Billboard R&B/Hip-Hop Songs     | 2              |
| Estados Unidos – Billboard Dance/Club Play Songs | 23             |
| Irlanda – IRMA Singles Chart                     | 15[A]          |
| Nova Zelândia – RIANZ Singles Chart              | 5              |
| Reino Unido – UK Singles Chart                   | 9[A]           |
| Ucrânia – FDR Urban Singles Chart                | 10             |

| País (Provedor)       | Certificação | Vendas   |
| --------------------- | ------------ | -------- |
| Austrália (ARIA)      | Ouro         | 35.000+  |
| Estados Unidos (RIAA) | Ouro         | 500.000+ |

| País – Parada musical (2005)                 | Melhor posição |
| -------------------------------------------- | -------------- |
| Austrália – ARIA Singles Chart               | 84             |
| Estados Unidos – Billboard R&B/Hip-Hop Songs | 25             |
| Reino Unido – UK Singles Chart               | 117            |

A  "Get Your Number"/"Shake It Off"